# Marty Brown
Marty Brown (* 25. Juli 1965 in Maceo, Kentucky) ist ein US-amerikanischer Country-Sänger.

## Leben
Marty Brown wird zu den Traditionalisten der Country-Musik gezählt. Seine Songs, weit vom Mainstream entfernt, sind nur für Hardcore-Country-Fans interessant und verkaufen sich entsprechend schlecht. Marty Brown machte nie ein Hehl aus seiner ländlichen Herkunft. Überliefert ist sein Ausspruch: "I went to New York City once and I felt I ought to have a passport."
Nachdem sich Brown einige Jahre in Nashville abgemüht und strapaziöse Tourneen hinter sich gebracht hatte, erhielt er 1991 einen Plattenvertrag bei MCA. Es wurden insgesamt drei Alben produziert, deren Qualität von den Kritikern zwar anerkannt wurde, die aber nur auf geringe Resonanz beim Publikum stießen. 1996 musste er wegen Erfolglosigkeit das Label wechseln. Bei seiner neuen Plattenfirma Hightone produzierte er noch ein weiteres Album, das ebenfalls nicht allzu erfolgreich war.

## Diskografie
- 1991 – High And Dry
- 1993 – Wild Kentucky Skies
- 1994 – Cryin’, Lovin’, Leavin’
- 1996 – Here’s To The Honky Tonks